# Робертс (Вісконсин)
Робертс (англ. Roberts) — селище (англ. village) в США, в окрузі Сент-Круа штату Вісконсин. Населення — 1919 осіб (2020).

## Географія
Робертс розташований за координатами 44°58′29″ пн. ш. 92°33′32″ зх. д. / 44.97472° пн. ш. 92.55889° зх. д. (44.974649, -92.558758).  За даними Бюро перепису населення США в 2010 році селище мало площу 5,85 км², уся площа — суходіл. В 2017 році площа становила 6,70 км², уся площа — суходіл.

## Демографія
Згідно з переписом 2010 року, у селищі мешкала 1651 особа в 625 домогосподарствах у складі 442 родин. Густота населення становила 282 особи/км².  Було 724 помешкання (124/км²).
Расовий склад населення:
| - 94,5 % — білих - 1,5 % — азіатів - 1,4 % — чорних або афроамериканців - 0,4 % — корінних американців - 0,2 % — вихідців з тихоокеанських островів |

До двох чи більше рас належало 1,3 %. Частка іспаномовних становила 2,1 % від усіх жителів.
За віковим діапазоном населення розподілялося таким чином: 29,5 % — особи молодші 18 років, 64,8 % — особи у віці 18—64 років, 5,7 % — особи у віці 65 років та старші. Медіана віку мешканця становила 31,3 року. На 100 осіб жіночої статі у селищі припадало 102,1 чоловіків;  на 100 жінок у віці від 18 років та старших — 99,7 чоловіків також старших 18 років.
Середній дохід на одне домашнє господарство  становив 67 580 доларів США (медіана — 61 750), а середній дохід на одну сім'ю — 74 104 долари (медіана — 73 375). Медіана доходів становила 48 281 долар для чоловіків та 38 080 доларів для жінок. За межею бідності перебувало 8,5 % осіб, у тому числі 11,8 % дітей у віці до 18 років та 5,1 % осіб у віці 65 років та старших.
Цивільне працевлаштоване населення становило 865 осіб. Основні галузі зайнятості: освіта, охорона здоров'я та соціальна допомога — 25,1 %, роздрібна торгівля — 13,5 %, науковці, спеціалісти, менеджери — 10,6 %, виробництво — 9,9 %.